# Canton de Miribel
Le canton de Miribel est une circonscription électorale française située dans le département de l'Ain en région Auvergne-Rhône-Alpes.
À la suite du redécoupage cantonal de 2014, les limites territoriales du canton sont remaniées. Le nombre de communes du canton passe de 5 à 8.

## Géographie
Ce canton est organisé autour de Miribel dans l'arrondissement de Bourg-en-Bresse. Son altitude varie de 165 m pour Neyron à 324 m pour Beynost avec une moyenne de 176 m.
Il appartient à la petite région de la Côtière et est limitrophe de la métropole de Lyon au sud et à l'ouest, ainsi que du département du Rhône au sud-est.

## Histoire
Le canton de Miribel a été créé en 1982.
Un nouveau découpage territorial de l'Ain (département) entre en vigueur à l'occasion des élections départementales de mars 2015, défini par le décret du 13 février 2014, en application des lois du 17 mai 2013 (loi organique 2013-402 et loi 2013-403). Les conseillers départementaux sont, à compter de ces élections, élus au scrutin majoritaire binominal mixte. Les électeurs de chaque canton élisent au Conseil départemental, nouvelle appellation du Conseil général, deux membres de sexe différent, qui se présentent en binôme de candidats. Les conseillers départementaux sont élus pour six ans au scrutin binominal majoritaire à deux tours, l'accès au second tour nécessitant 12,5 % des inscrits au premier tour. En outre la totalité des conseillers départementaux est renouvelée. Ce nouveau mode de scrutin nécessite un redécoupage des cantons dont le nombre est divisé par deux avec arrondi à l'unité impaire supérieure si ce nombre n'est pas entier impair, assorti de conditions de seuils minimaux. Dans l'Ain, le nombre de cantons passe ainsi de 43 à 23. 
Le nouveau canton de Miribel passe de cinq à huit communes en conservant ses communes d'origine auxquelles s'ajoutent deux autres issues du canton de Montluel et une de celui de Reyrieux, supprimés. 
Le canton est entièrement inclus dans l'arrondissement de Bourg-en-Bresse. Le bureau centralisateur est situé à Miribel.

## Représentation

### Représentation avant 2015
| Période         | Période          | Identité                  | Étiquette       | Qualité |
| --------------- | ---------------- | ------------------------- | --------------- | --- |
| 1982            | 1998             | Jean Beaufort (1928-2017) | DVD puis UDF-PR | Directeur de maison de retraite Maire de Miribel (1983 - 1995)                                             |
| 1998            | 2009 (démission) | Jacques Berthou           | DVG             | Ingénieur EDF Maire de Miribel 1995-2014 Sénateur 2008-2014 démissionnaire pour cause de cumul des mandats |
| 25 janvier 2009 | 2015             | Pierre Goubet             | DVG             | Cadre Maire de Saint-Maurice-de-Beynost depuis 2001                                                        |

### Représentation après 2015
| Période élective | Période élective | Mandat | Mandat   | Identité           | Nuance | Nuance | Qualité |
| ---------------- | ---------------- | ------ | -------- | ------------------ | ------ | ------ | --- |
| 2015             | 2021             | 2015   | 2021     | Jean-Pierre Gaitet |        | LR     | Conseiller municipal de Miribel, maire depuis 2020 Vice-président délégué aux transports |
| 2015             | 2021             | 2015   | 2021     | Caroline Terrier   |        | LR     | Conseillère municipale puis maire de Beynost Présidente de la commission de la culture, de la jeunesse, de l'enseignement et des sports Présidente de la Communauté de communes depuis 2020, suppléante du député Charles de La Verpillière (2017-2022) |
| 2021             | 2028             | 2021   | en cours | Jean-Pierre Gaitet |        | LR     | Conseiller sortant, Conseiller délégué à la sécurité |
| 2021             | 2028             | 2021   | en cours | Caroline Terrier   |        | HOR    | Conseillère sortante |

#### Élections de mars 2015
À l'issue du premier tour des élections départementales de 2015, trois binômes sont en ballottage : Jean-Pierre Gaitet et Caroline Terrier (Union de la Droite), avec 32,48 % des voix, Josiane Bouvier et Pierre Goubet (Union de la Gauche), 31,74 %, et Patrice Gobet et Patricia Labrosse (FN), 29,64 %. Le taux de participation est de 46,55 % (9 048 votants sur 19 438 inscrits) contre 48,99 % au niveau départemental et 50,17 % au niveau national.
Au second tour, Jean-Pierre Gaitet et Caroline Terrier sont élus avec 38,44 % des suffrages exprimés et un taux de participation de 50,47 % (3 678 voix pour 9 811 votants et 19 438 inscrits).

#### Élections de juin 2021
Le premier tour des élections départementales de 2021 est marqué par un très faible taux de participation (33,26 % au niveau national). Dans le canton de Miribel, ce taux de participation est de 30,95 % (6 383 votants sur 20 622 inscrits) contre 31,48 % au niveau départemental. À l'issue de ce premier tour, deux binômes sont en ballottage : Jean-Pierre Gaitet et Caroline Terrier (Union au centre et à droite, 35,5 %) et Xavier Deloche et Marie-Chantal Jolivet (Divers, 33,65 %).
Le second tour des élections est marqué une nouvelle fois par une abstention massive équivalente au premier tour. Les taux de participation sont de 34,3 % au niveau national, 31,83 % dans le département et 32,95 % dans le canton de Miribel. Jean-Pierre Gaitet et Caroline Terrier (Union au centre et à droite) sont élus avec 55,92 % des suffrages exprimés (3 632 voix pour 6 798 votants et 20 629 inscrits),.

## Composition

Localisation du canton dans l'Ain avant 2015

### Composition avant 2015
Le canton de Miribel regroupait cinq communes.
| Nom                      | Code Insee | Codepostal | Superficie (km2) | Population (dernière pop. légale) | Densité (hab./km2) |
| ------------------------ | ---------- | ---------- | ---------------- | --------------------------------- | ------------------ |
| Miribel (chef-lieu)      | 01249      | 01700      | 24,49            | 9 128 (2012)                      | 373                |
| Beynost                  | 01043      | 01700      | 10,64            | 4 528 (2012)                      | 426                |
| Neyron                   | 01275      | 01700      | 5,36             | 2 506 (2012)                      | 468                |
| Saint-Maurice-de-Beynost | 01376      | 01700      | 6,99             | 3 863 (2012)                      | 553                |
| Thil                     | 01418      | 01120      | 5,15             | 1 030 (2012)                      | 200                |

À noter que lors de l'élection cantonale partielle de 2009, la population de référence du canton est 21 717 habitants.

### Composition à partir de 2015
Le nouveau canton de Miribel comprend huit communes entières.
| Nom                             | Code Insee | Intercommunalité            | Superficie (km2) | Population (dernière pop. légale) | Densité (hab./km2) | Modifier                                    |
| ------------------------------- | ---------- | --------------------------- | ---------------- | --------------------------------- | ------------------ | ------------------------------------------- |
| Miribel (bureau centralisateur) | 01249      | CC de Miribel et du Plateau | 24,49            | 10 450 (2022)                     | 427                | modifier les données · modifier les données |
| Beynost                         | 01043      | CC de Miribel et du Plateau | 10,64            | 4 936 (2022)                      | 464                | modifier les données · modifier les données |
| La Boisse                       | 01049      | CC de la Côtière à Montluel | 9,40             | 3 401 (2022)                      | 362                | modifier les données · modifier les données |
| Neyron                          | 01275      | CC de Miribel et du Plateau | 5,36             | 2 479 (2022)                      | 463                | modifier les données · modifier les données |
| Niévroz                         | 01276      | CC de la Côtière à Montluel | 10,46            | 1 648 (2022)                      | 158                | modifier les données · modifier les données |
| Saint-Maurice-de-Beynost        | 01376      | CC de Miribel et du Plateau | 6,99             | 4 243 (2022)                      | 607                | modifier les données · modifier les données |
| Thil                            | 01418      | CC de Miribel et du Plateau | 5,15             | 1 208 (2022)                      | 235                | modifier les données · modifier les données |
| Tramoyes                        | 01424      | CC de Miribel et du Plateau | 12,93            | 1 845 (2022)                      | 143                | modifier les données · modifier les données |
| Canton de Miribel               | 0113       |                             | 85,42            | 30 210 (2022)                     | 354                | modifier les données                        |

## Démographie

### Démographie avant 2015
| 1975   | 1982   | 1990   | 1999   | 2006   | 2011   | 2012   |
| ------ | ------ | ------ | ------ | ------ | ------ | ------ |
| 12 957 | 15 184 | 16 784 | 19 195 | 20 264 | 20 905 | 21 055 |

### Démographie depuis 2015
En 2022, le canton comptait 30 210 habitants, en évolution de +7,49 % par rapport à 2016 (Ain : +5,15 %, France hors Mayotte : +2,11 %).
| 2013   | 2018   | 2022   |
| ------ | ------ | ------ |
| 27 340 | 28 916 | 30 210 |

## Histoire électorale
Le canton a été créé par le décret du 25 janvier 1982 en détachant les cinq communes qui le composent de celui de Montluel.

### Élection de 1982
Lors de la première élection cantonale du canton de Miribel, les 14 et 21 mars, Jean Beaufort, futur maire de Miribel (de 1983 à 1995), est élu pour un mandat de trois ans.

### Élection de 1985
Jean Beaufort (UDF-PR) est réélu au second tour, le 17 mars, par 56,93 % des voix face à Jean Girma (PS) qui obtient 43,06 %.

### Élection de 1992
À l'issue du second tour, le 29 mars, le conseiller sortant Jean Beaufort (UDF-PR) est réélu avec 50,9 % des voix dans une triangulaire l'opposant à une candidate du PS et un candidat du FN.

### Élection de 1998
Jacques Berthou (Divers gauche) est élu au second tour, le 22 mars, en obtenant 62,65 % des voix face à son adversaire le conseiller général sortant, Jean Beaufort (UDF-DL).

### Élection de 2004
Jacques Berthou est réélu au 1er tour avec 51,39 % des suffrages exprimés.

### Élection de 2009
À la suite de l'élection de Jacques Berthou comme sénateur en 2008, il démissionne de sa fonction de conseiller général du canton de Miribel pour cause de cumul des mandats. Cela provoque une élection cantonale partielle.
Au premier tour, le 18 janvier 2009, Joël Aubernon (DVD) parvient en tête avec 36,05 % des suffrages exprimés. Suivent, Pierre Goubet (DVG) avec 30,53 %, Josiane Bouvier (PS) avec 18,03 %, Georges Baulmont (DVG) avec 8,33 %, Patrick Bouchard (FN) avec 4,39 % et enfin, Jacques Darves (PCF) avec 2,67 % des suffrages exprimés. Josiane Bouvier et Georges Baulmont appellent à voter Pierre Goubet au second tour. Le 25 janvier, Pierre Goubet remporte l'élection face à Joël Aubernon, avec 57,33 % des suffrages exprimés contre 42,67 % à son adversaire.

### Élection de 2011
Les candidats déclarés au 5 janvier 2011 étaient : Pierre Goubet (DVG,  conseiller général sortant et maire de Saint-Maurice-de-Beynost), Caroline Terrier (UMP, conseillère municipale de Beynost) et Patrick Bouchard (FN).

#### 1ertour
Les résultats du premier tour qui se déroule le 20 mars 2011 sont les suivants :
|                | Bertrand Nouvelot | EÉLV           | 656    | 12,2   |  |  |
|                | Patrick Bouchard  | FN             | 1 116  | 20,8   |  |  |
|                | Caroline Terrier  | UMP            | 1 460  | 27,2   |  |  |
|                | Pierre Goubet*    | DVG            | 1 921  | 35,7   |  |  |
|                | Guy Corgier       | FG (PCF)       | 225    | 4,2    |  |  |
|                |                   |                |        |        |  |  |
| Inscrits       | Inscrits          | Inscrits       | 14 225 | 100,00 |  |  |
| Abstentions    | Abstentions       | Abstentions    | 8 783  | 61,74  |  |  |
| Votants        | Votants           | Votants        | 5 442  | 38,26  |  |  |
| Blancs et nuls | Blancs et nuls    | Blancs et nuls | 64     | 0,45   |  |  |
| Exprimés       | Exprimés          | Exprimés       | 5 378  | 37,81  |  |  |

*sortant
Seul Pierre Goubet obtient au premier tour un nombre de voix supérieur à 12,5 % des inscrits (ici un nombre de voix supérieur à 1 779 voix) ; dans ce cas, les deux candidats arrivés en tête au premier tour peuvent se présenter au second tour : c'est-à-dire Pierre Goubet (DVG) et Caroline Terrier (UMP).

#### 2etour
Le 2e tour se déroule le 27 mars 2011 et voit la victoire de Pierre Goubet avec 57,1 % des suffrages exprimés.
|                | Caroline Terrier | UMP            | 2 182  | 42,9   |  |  |
|                | Pierre Goubet*   | DVG            | 2 906  | 57,1   |  |  |
|                |                  |                |        |        |  |  |
| Inscrits       | Inscrits         | Inscrits       | 14 225 | 100,00 |  |  |
| Abstentions    | Abstentions      | Abstentions    | 8 833  | 62,09  |  |  |
| Votants        | Votants          | Votants        | 5 392  | 37,91  |  |  |
| Blancs et nuls | Blancs et nuls   | Blancs et nuls | 304    | 2,14   |  |  |
| Exprimés       | Exprimés         | Exprimés       | 5 088  | 35,77  |  |  |

*sortant

### Élection de 2015
| Candidats            | Candidats          | Partis      | Partis      | Premier tour | Premier tour | Second tour | Second tour |
| Candidats            | Candidats          | Partis      | Partis      | Voix         | %            | Voix        | %           |
| -------------------- | ------------------ | ----------- | ----------- | ------------ | ------------ | ----------- | ----------- |
| 1                    | Josiane Bouvier    |             | PS          | 2 790        | 31,74        | 3 554       | 37,14       |
| 1                    | Pierre Goubet*     |             | DVG         | 2 790        | 31,74        | 3 554       | 37,14       |
| 2                    | Patrice Gobet      |             | FN          | 2 605        | 29,64        | 2 336       | 24,41       |
| 2                    | Patricia Labrosse  |             | FN          | 2 605        | 29,64        | 2 336       | 24,41       |
| 3                    | Jean-Pierre Gaitet |             | UMP         | 2 855        | 32,48        | 3 678       | 38,44       |
| 3                    | Caroline Terrier   |             | UMP         | 2 855        | 32,48        | 3 678       | 38,44       |
| 4                    | Albert Belthier    |             | PCF         | 540          | 6,14         |             |             |
| 4                    | Arlette Orsaz      |             | PCF         | 540          | 6,14         |             |             |
|                      |                    |             |             |              |              |             |             |
| Inscrits             | Inscrits           | Inscrits    | Inscrits    | 19 438       |              | 19 438      | 100,00      |
| Abstentions          | Abstentions        | Abstentions | Abstentions | 10 390       | 53,45        | 9 627       | 49,53       |
| Votants              | Votants            | Votants     | Votants     | 9 048        | 46,55        | 9 811       | 50,47       |
| Blancs               | Blancs             | Blancs      | Blancs      | 198          | 2,19         | 186         | 1,9         |
| Nuls                 | Nuls               | Nuls        | Nuls        | 60           | 0,66         | 57          | 0,58        |
| Exprimés             | Exprimés           | Exprimés    | Exprimés    | 8 790        | 97,15        | 9 568       | 97,52       |
| * conseiller sortant |                    |             |             |              |              |             |             |

### Élection de 2021
| Candidats                | Partis                   | Partis                   | Premier tour | Premier tour | Second tour | Second tour |
| Candidats                | Partis                   | Partis                   | Voix         | %            | Voix        | %           |
| ------------------------ | ------------------------ | ------------------------ | ------------ | ------------ | ----------- | ----------- |
| Jean-Pierre Gaitet       |                          | LR                       | 2 177        | 35,50        | 3 632       | 55,92       |
| Caroline Terrier         |                          | LR                       | 2 177        | 35,50        | 3 632       | 55,92       |
| Xavier Deloche           |                          | DVG                      | 2 064        | 33,65        | 2 863       | 44,08       |
| Marie-Chantal Jolivet    |                          | DVG                      | 2 064        | 33,65        | 2 863       | 44,08       |
| Didier Girard            |                          | RN                       | 1 198        | 19,53        |             |             |
| Anne-Marie Lachenmaeier  |                          | RN                       | 1 198        | 19,53        |             |             |
| Grégory Garibian         |                          | Agir                     | 694          | 11,32        |             |             |
| Samuèle Salmon           |                          | MoDem                    | 694          | 11,32        |             |             |
|                          |                          |                          |              |              |             |             |
| Suffrages exprimés       | Suffrages exprimés       | Suffrages exprimés       | 6 133        | 96,08        | 6 495       | 95,54       |
| Votes blancs             | Votes blancs             | Votes blancs             | 147          | 2,30         | 199         | 2,93        |
| Votes nuls               | Votes nuls               | Votes nuls               | 103          | 1,61         | 104         | 1,53        |
| Total                    | Total                    | Total                    | 6 383        | 100          | 6 798       | 100         |
| Abstention               | Abstention               | Abstention               | 14 239       | 69,05        | 13 831      | 67,05       |
| Inscrits / participation | Inscrits / participation | Inscrits / participation | 20 622       | 29,74        | 20 629      | 32,95       |